# Tendido cero
Tendido cero es un programa de televisión sobre tauromaquia emitido en Televisión Española desde el 1 de abril de 1986, ideado por Joaquín Jesús Gordillo y Fernando Fernández Román y presentado y dirigido desde 2020 por la periodista Belén Plaza, quien sustituyó a Federico Arnás Lozano. Como magazine, el programa ofrece noticias, reportajes, entrevistas y contenidos de actualidad con frecuencia semanal a través del canal La 2 con un 3% de cuota de pantalla (2013).
Actualmente, Tendido cero está considerado como uno de los programas más veteranos de la televisión pública, al llevar más de tres décadas en antena además de ser uno de los espacios informativos taurinos de referencia en España.

## Formato
El programa de Tendido cero es un magazine televisivo donde se desarrollan distintos contenidos relacionados con la información taurina. A lo largo de la historia ha evolucionado y se ha adaptado a los distintos cambios horarios así como su presencia en la parrilla televisiva. Con motivo de la pandemia por la enfermedad del coronavirus en España, y la declaración del estado de alarma, el programa fue suspendido temporalmente. Durante la pandemia volvió a ocupar su lugar en la parrilla para emitir un programa especial con motivo del centenario de la muerte de Joselito el Gallo.

### Secciones
El programa ha contado con distintas secciones a lo largo de la historia, atendiendo a distintos contenidos según el interés del público. A través de cada una de ellas se ha dado respuesta a los distintos aspectos de la actualidad taurina: desarrollo de festejos y ferias, reportajes sobre ganaderías, toreros, plazas o festejos populares; opinión sobre tauromaquia; anécdotas y efemérides sobre sucesos en la historia de la tauromaquia o, más recientemente, una retrospectiva sobre lo ocurrido en la última década.
Durante los años, Tendido cero ha contado con otro tipo de contenidos relacionados con el mundo taurino. La incorporación de Belén Plaza en 2002 trajo consigo la aparición de un espacio de sociedad, donde se hablaba de la vida de los toreros más allá de los ruedos, así como un concurso donde participaban los aficionados preguntándole sobre algunos de los temas que habían sido analizados a lo largo del programa y cuyo premio consistía en una invitación a presenciar algún tipo de corrida de toros.
En 2020 tuvo lugar la jubilación del presentador Federico Arnás siendo Belén Plaza quien asumió la dirección del programa. A partir de este momento, cambió el formato de Tendido Cero tanto su extensión como en su configuración, pasando de una mesa de plató a un atril y relevando a parte del personal colaborador para introducir ella, directamente, los contenidos. Con motivo de la pandemia del Covid-19, la inauguración de la temporada 2021, se retrasó con respecto a lo previsto.

### Calificación por edades
Tendido Cero está sujeto a la calificación por edades de la Comisión Mixta de Seguimiento del Código de Autorregulación sobre Contenidos Televisivos e Infancia que consideró los contenidos como aptos para niños mayores de 7 años, ya que el horario de emisión está fuera de la franja especial de protección, según el informe de la Defensora del Espectador, Radioyente e Internauta de RTVE. En 2018, la misma comisión volvió a recibir distintas demandas contra el programa por las "críticas que suscita la emisión de programas o eventos taurinos" en la televisión pública. En 2023, el Consejo del Audiovisual de Cataluña opinó que toda emisión completa o parcial de un espectáculo de maltrato o muerte animal debería emitirse fuera del horario protegido. La Comisión Nacional de los Mercados y la Competencia manifestó en 2020 y en 2024 que la calificación de 7 años para este programa era la adecuada en base a los criterios del Código.
Aun así, en 2025 RTVE modificó la calificación del programa a no recomendado para menores de 12 años, la categoría de edad inmediatamente superior.

## Equipo

### Presentadores
| Presentador              | Información                  | Años              |
| ------------------------ | ---------------------------- | ----------------- |
| Jesús Joaquín Gordillo   | Periodista y crítico taurino | 1986-1989         |
| Fernando Fernández Román | Periodista y crítico taurino | 1989-2004         |
| Federico Arnás Lozano    | Periodista y crítico taurino | 2004 - 2020       |
| Belén Plaza              | Periodista y crítico taurino | 2020 - Actualidad |
| Fuentes:                 |                              |                   |

### Colaboradores
El programa Tendido Cero cuenta con varios colaboradores que actúan como tertulianos y como reporteros de algunos de los contenidos que se ofrecen.
| Colaborador           | Información           | Años              |
| --------------------- | --------------------- | ----------------- |
| Belén Plaza           | Periodista            | 2002 - Actualidad |
| Carlos Ruiz Villasuso | Periodista y escritor | 1990 - Actualidad |
| Javier Hurtado        | Periodista            | 1990 - Actualidad |
| Paco Aguado           | Periodista y escritor | 1990 - 1996       |
| Fuentes:              |                       |                   |

### Equipo
| Nombre          | Cargo de responsabilidad |
| --------------- | ------------------------ |
| Miguel Porcel   | Realizador               |
| Carlos Jerónimo | Productor ejecutivo      |
| Raúl Vicente    | Productor                |
| Yolanda Marcos  | Producción               |
| Gemma Sancho    | Realización              |
| Teresa Crespo   | Montaje                  |

## Premios y reconocimientos
- 2007: Premio Fábula taurina Vicente Zabala, otorgado por el Círculo de Amigos de la Dinastía Bievenida, por el trabajo en la "difusión de la tauromaquia".[27]
- 2012: Premio al Mejor medio de comunicación, otorgado por el Foro de la Juventud Taurina[28]

- 2014: Premio José María Martorell, de la Tertulia Taurina Tercio de Quites de Córdoba.[29]
- 2019: Premio taurino Fernando Carrasco, otorgado por el Ayuntamiento de Sevilla, en reconocimiento a la comunicación taurina.[30]
- 2020: Premio a los Medios de Comunicación, otorgado por el Casino de Madrid, en reconocimiento de la "historia y trayectoria del programa".[31]